# Kaffaljidhma
Kaffaljidhma (Gamma Ceti, γ Cet) è un sistema stellare nella costellazione della Balena. Di magnitudine apparente +3,47, dista circa 82 anni luce dal sistema solare.
Kaffaljidhma deriva dall'arabo الكف الجذماء Al Kaff al Jidhmah, che significa "parte di una mano".

## Osservazione
Si tratta di una stella situata nell'emisfero celeste boreale, ma molto in prossimità dell'equatore celeste; ciò comporta che possa essere osservata da tutte le regioni abitate della Terra senza alcuna difficoltà e che sia invisibile soltanto nelle aree più interne del continente antartico. Nell'emisfero nord invece appare circumpolare solo molto oltre il circolo polare artico. Essendo di magnitudine 3,5, la si può osservare anche dai piccoli centri urbani senza difficoltà, sebbene un cielo non eccessivamente inquinato sia maggiormente indicato per la sua individuazione.
Il periodo migliore per la sua osservazione nel cielo serale ricade nei mesi compresi fra settembre e febbraio; da entrambi gli emisferi il periodo di visibilità rimane indicativamente lo stesso, grazie alla posizione della stella non lontana dall'equatore celeste.

## Caratteristiche del sistema
Gamma Ceti è una stella tripla; le due componenti principali sono separate visualmente da 2,8 secondi d'arco, e risolvibili anche con un piccolo telescopio.
Gamma Ceti A è una stella bianca di sequenza principale venti volte più luminosa del Sole e oltre 2 volte più massiccia, mentre la compagna, di classe F3, è poco più massiccia del Sole e poco più luminosa (1,6 L⊙). Le due stelle sono separate da almeno 70 UA, e ruotano attorno al comune centro di massa in un periodo di 320 anni.
Una terza stella, una nana arancione di classe K5 e con una massa 0,6 volte quella solare, si trova a 14 minuti d'arco dalla coppia principale, e pare condividerne il moto. Se veramente legata a loro, questa terza componente dista almeno 21.000 UA dalla coppia principale, impiegando oltre 1,5 milioni di anni per compiere una rivoluzione.
Da questa terza componente, la coppia principale apparirebbe formata da 2 brillanti stelle, di cui una luminosa quanto Venere visto dalla Terra, e l'altra 20 volte più brillante. La nana arancione invece da A e B sarebbe vista con una magnitudine di -1,9, più luminosa di Sirio visto dalla Terra.